# مودود (اسم)
مودود هو اسم علم مذكر من أصل عربي، ومعناه هو من الفعل ودّ، المحبوب المخلص.

## شخصيات تحمل الاسم
- مودود الغزنوي (1012 – 1 ديسمبر 1049)
- مودود بن التونتكين (القرن 11 – 1 سبتمبر 1113)

## وصلات خارجية
- موسوعة السلطان قابوس لأسماء العرب